# Guardia Noble

Guardia Noble en uniforme de diario

La Guardia Noble (italiano: Guardia Nobile) era una de las unidades de guardia de la Santa Sede. Fue creada por Pío VII en 1801, fusionando en ella la antigua Guardia de los Caballeros Ligeros (fundada en 1485 por Inocencio VIII) y el Cuerpo delle Lance Spezzate (fundado por Pablo IV en 1527), como regimiento de caballería pesada. El nuevo cuerpo recibió el nombre de "Guardia Noble del Cuerpo de Nuestro Señor". En 1968 Pablo VI la rebautizó como "Guardia de Honra de Su Santidad".

Guardia Noble con uniforme de gala.

En un principio, el regimiento tenía como principal tarea escoltar al romano pontífice y otros grandes Príncipes de la Iglesia, así como misiones a lo ancho de los Estados Pontificios a las órdenes del Papa. Una de sus primeros grandes misiones fue la escolta de Pío VII a París para la coronación de Napoléon Bonaparte como Emperador el día 2 de diciembre de 1804. Con la unificación italiana y la confiscación de los Estados Pontificios en 1870, la Guardia Noble se transformó en una Guardia de Corps pedestre encargada de la custodia física de la persona del Papa.
La Guardia estaba conformada por soldados voluntarios, sus miembros no eran pagados por el servicio prestado e incluso debían pagar su propio equipamiento. El comandante del cuerpo tenía título de Capitán. Uno de los puestos intermedios de la Guardia Noble era el de Portaestandarte Hereditario, quien portaba el Estandarte Papal. El oficial de servicio de la Guardia Noble era el jefe de todos los cuerpos militares de la antecámara pontificia, incluida la Guardia Suiza y los gentilhombres.
La Guardia tenía un capitán general comandante, que tenía la representación del Cuerpo y era ayudado por un coronel ayudante. El comando militar era competencia del oficial ayudante mayor. A continuación dos brigadieres generales, que comandaban la brigada de servicio y la brigada de honor. Tras ellos había nueve oficiales y los guardias, subdivididos a su vez en diversos grados. 
La Guardia Noble hacía su aparición en público solo cuando el Papa tomaba parte en funciones públicas. Durante el período de Sede Vacante de la Santa Sede, el cuerpo permanecía al servicio del Colegio cardenalicio. Durante la Segunda Guerra Mundial, la Guardia Noble compartió la responsabilidad de la seguridad personal de Pío XII con la Guardia Suiza. Por ejemplo, cuando el Papa daba su paseo diario por los Jardines Vaticanos, dos Guardias Nobles le seguían a distancia.
La Guardia Noble tenía desde sus inicios la prerrogativa de no prestar juramento. El Papa Inocencio VIII que la estableció declaró que la fidelidad de la Guardia Noble no estaba en discusión.
Inicialmente solo estaba abierta a los nobles provenientes de los Estados Pontificios, pero después de 1929 se amplió el ingreso a la nobleza de toda Italia.
La Guardia Noble fue disuelta por Pablo VI en 1970 como parte de las reformas tras el Concilio Ecuménico Vaticano II.

## Comandantes
1. Giuseppe Mattei, 4º duque de Giove (1801-1809)
  - Giovanni Patrizi Naro Montoro, 8º marqués de Montoro (coadjutor: 1801-1804)
2. Luigi Braschi-Onesti, 1º duque de Nemi (1814-1816)
3. Paluzzo Altieri, 5º príncipe de Oriolo (coadjutor:: 1801-1814, comandante: 1816-1819)
4. Francesco Colonna Barberini, 6º príncipe de Palestrina (coadjutor:: 1816-1819, comandante: 1819-1853)
5. Carlo Colonna Barberini, duque de Castelvecchio (luego 7º príncipe de Palestrina) (coadjutor:: 1819-1853, comandante: 1853-1878)
6. Emilio Altieri, 7º príncipe de Oriolo (coadjutor: 1853-1878, comandante: 1878-1900)
7. Paolo Altieri, 8º príncipe de Oriolo (coadjutor: 1895-1900, comandante: 1900-1901)
8. Camillo Rospigliosi, príncipe de Zagarolo (pontificado de León XIII, hijo segundogénito de Clemente Rospigliosi, 7º príncipe Rospigliosi) (1901-1915)
9. Giuseppe Aldobrandini, 2º príncipe de Meldola (1915-1939)
10. Francesco Chigi della Rovere (hijo cuartogénito de Mario Chigi Albani della Rovere, 7º príncipe de Farnese) (1939-1953)
11. Mario del Drago (1957-1970)